# Churchill War Rooms

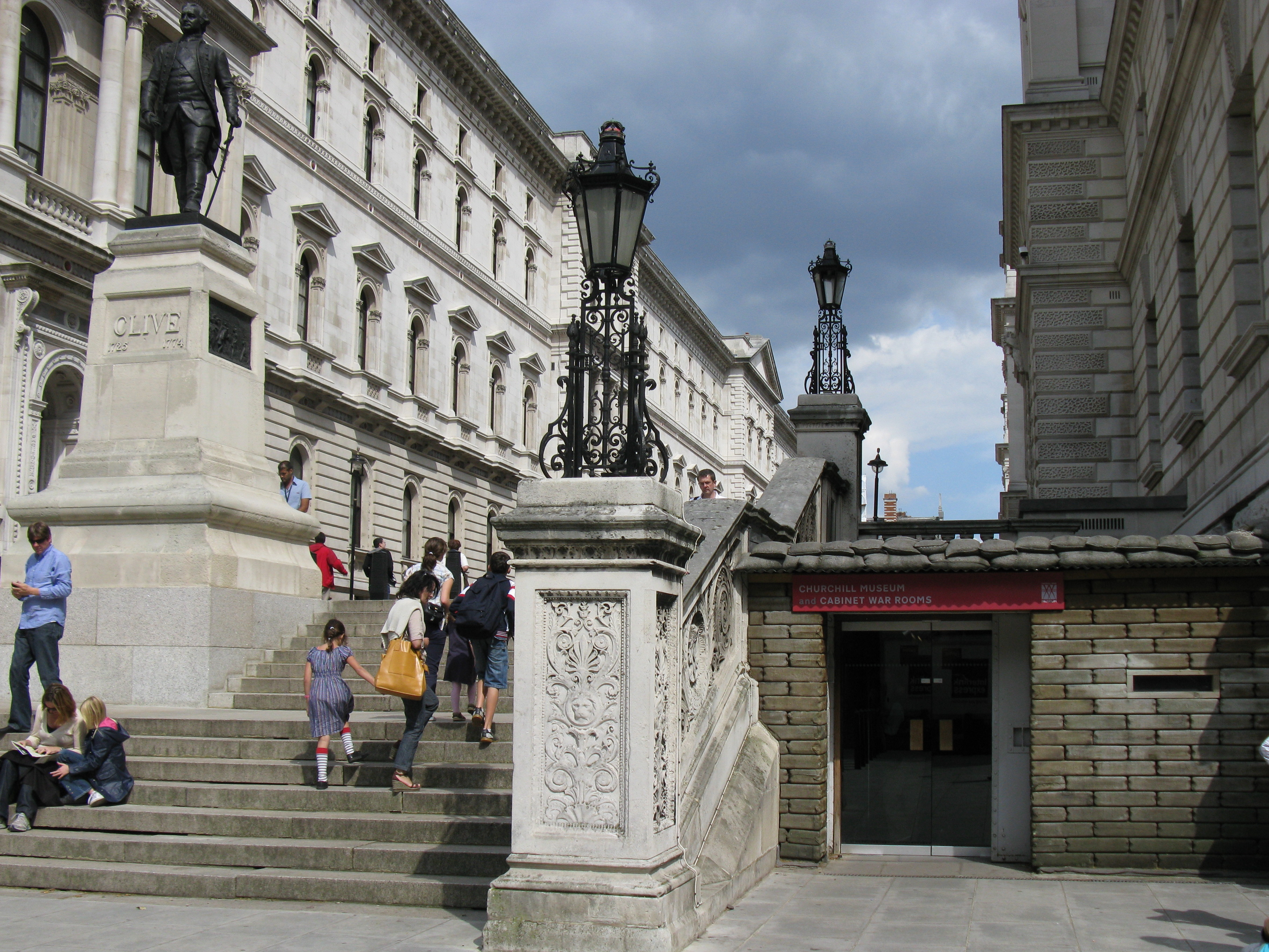
Entrée du musée.

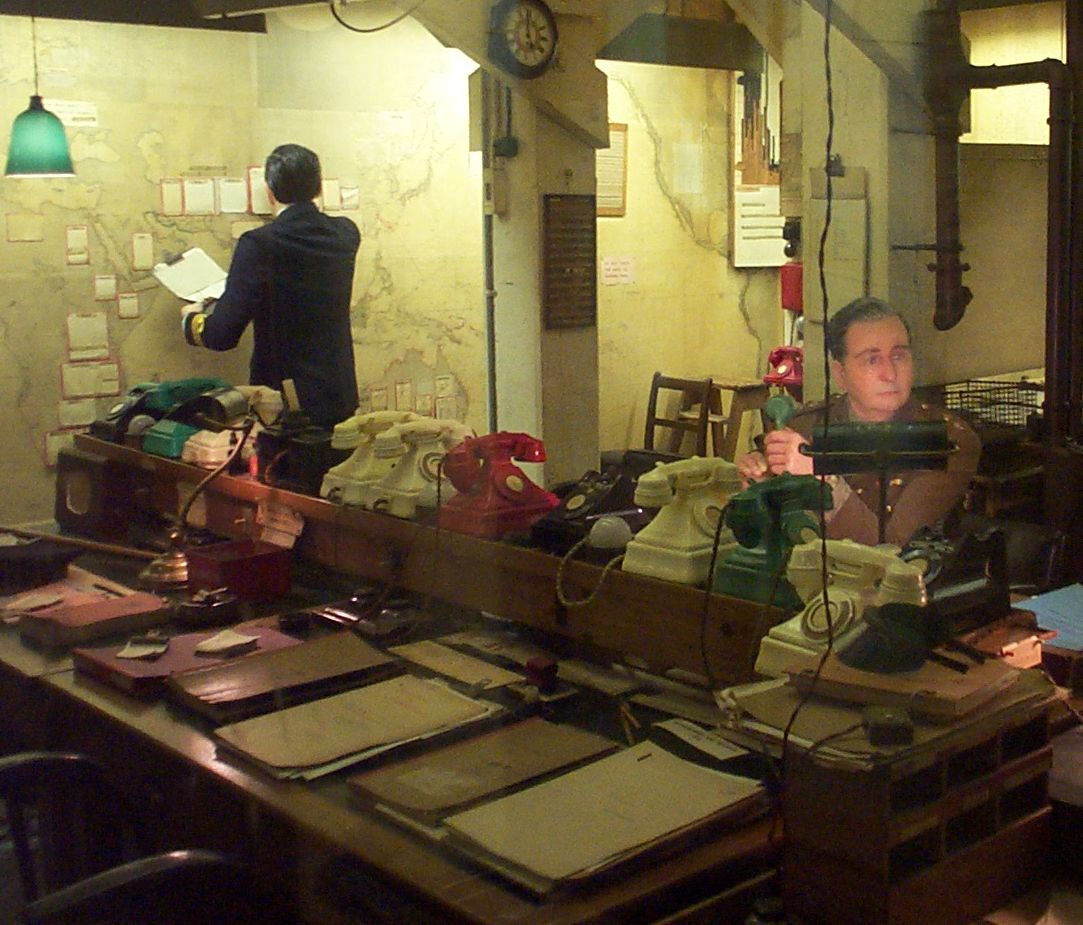
La map room (salle des cartes).

Les Churchill War Rooms, ou parfois Churchill Museum and Cabinet War Rooms, sont un musée de Londres, l'une des cinq branches de l’Imperial War Museum. Le musée comprend les Cabinet War Rooms, un complexe historique souterrain qui abritait un centre de commandement britannique tout au long de la Seconde Guerre mondiale, et le Churchill Museum, un musée biographique qui explore la vie de l'homme d'État britannique Winston Churchill. Le musée ouvrit en 1984, après être resté en grande partie inutilisé depuis la Seconde Guerre mondiale, ce qui a permis d'en conserver intacts de nombreux éléments (mobilier, objets...).
Le musée se trouve à Westminster, entre Whitehall et Horse Guards Road, pas loin de Downing Street.

## Histoire
À partir de 1937, et alors que la perspective d’une guerre avec l’Allemagne nazie devient de plus en plus vraisemblable, le gouvernement britannique envisage la création d’une Central War Room, un quartier général combiné qui regrouperait les états-majors de l’Armée de terre, de la Marine et de l’Armée de l’air, ainsi que le cabinet de guerre du gouvernement.
Le 16 mars 1938, le Bureau des Travaux est officiellement chargé de trouver et aménager un site pour le futur quartier général. Il devra se trouver à Londres et être protégé contre les bombardements aériens que la capitale ne manquerait pas de subir en cas de conflit (évacuer le cabinet de guerre vers l’arrière-pays, loin des bombardements, n’était pas envisageable en raison de l’effet délétère qu’une telle évacuation aurait eu sur le moral de la population civile). Le 31 mai 1938, la décision est prise de créer le quartier général dans les sous-sols des Bureaux du Gouvernement de Great George Street (à l’époque le New Public Offices) — un site choisi à la fois pour sa proximité avec le 10 Downing Street et parce que la structure en acier du bâtiment au-dessus fournirait, pensait-on, une protection suffisante contre les bombardements.
Les premiers travaux d’aménagement prennent place entre juin et août 1938. Le 26 septembre, la Central War Room est considérée suffisamment prête pour être utilisée en cas d’urgence, au moment même où la crise des Sudètes est à son paroxysme. Elle est officiellement déclarée opérationnelle le 27 août 1939, juste avant le début de la Seconde Guerre mondiale en Europe.
La première réunion du cabinet de guerre de Neville Chamberlain dans la Central War Room a lieu le 21 octobre 1939. Au total, la Central War Room accueillera 115 réunions du cabinet de guerre de Winston Churchill entre le 29 juillet 1940 et le 28 mars 1945, principalement pendant le Blitz en 1940–1941 et pendant la campagne de bombardement des armes V en 1944–1945.
La Central War Room est déclassée en septembre 1945.